# Западна Двина
Западна Двина или Даугава (рус. Западная Двина; пољ. Dźwina) река је у северном делу источне Европе и њен басен обухвата подручја три земље: Русије, Белорусије и Летоније.
Извире на подручју Валдајског побрђа у Тверској области Русије и након 1.020 km тока улива се у Ришки залив Балтичког мора код града Риге. Каналским системом повезана је са рекама Березина и Дњепар, односно са Црним морем.
Била је приказана на новчаници од 10 летонских лата.

## Географске карактеристике
Западна Двина извире из мочвара у близини језера Корјакино на подручју Валдајског побрђа Тверске области у Русији. Након свега неколико километара тока протиче кроз језеро Охват одакле наставља свој ток на југозападу. Код града Витепска скреће ка северозападу и задржава тај правац све до ушћа у Ришки залив Балтичког мора у који се улива у виду мање ерозивне делте.
Укупна дужина водотока је 1.020 km од чега је 325 km преко територије Руске Федерације, 328 у Белорусији и 367 km на подручју Летоније. Укупна површина сливног подручја је 87.900 km². просечан годишњи проток у зони ушћа је 678 m³/s.

## Притоке
Неке од најважнијих притока Западне Двине су Усвјача, Обаљ, Полота, Дриса, Каспља, Лучоса, Ула, Ушача, Дисна, Велеса.

## Градови
Највећи градски центри који леже на њеним обалама су Витепск, Полацк, Наваполацк, Даугавпилс и Рига.

## Етимологија
Према Етимолошком речнику Макса Васмера, топоним Двина не може да потиче из уралског језика; уместо тога, вероватно долази од индоевропске речи која је некада значила река или поток. Име Двина веома наликује на Данувиус, које је и само по себи изведено од протоиндоевропског *дану, што значи „велика река”.
Угрофински називи Vēna (ливонски), Väinajogi (естонски) и Väinäjoki (фински) потичу од прото-финског *väin, што значи „велика, мирно валовита река”.

## Историја
Људи су се миленијумима насељавали на ушћу Двине и дуж обала Ришког залива, у почетку учествујући у економији ловаца и сакупљача и користећи воде ушћа Двине за риболов и сакупљање хране. Почевши око шестог века нове ере, викиншки истраживачи су прешли Балтичко море и ушли у реку Двину, пловивши узводно у унутрашњост Балтика.
У средњем веку, Двина је била део трговачког пута од Варјага до Грка, важан пут за транспорт крзна са севера и византијског сребра са југа. Подручје Риге, насељено Ливима који говоре фински, постало је кључно место насељавања и одбране ушћа Двине барем још у средњем веку, о чему сведочи сада порушено утврђење у Торњакалнсу на западној обали реке Двина у данашњој Риги. Од позног средњег века западни део басена Двине је дошао под власт разних народа и држава; на пример, летонски град Двинопилс је на различите начине био под папском, словенском, пољском, немачком и руском влашћу све до обнове летонске независности 1990. године на крају Хладног рата.

## Околина
Река је почела да доживљава погоршање животне средине у совјетској ери због колективне пољопривреде (која је изазвала значајно штетно загађење воде) и хидроенергетских пројеката.

### Квалитет воде
Узводно од летонског града Јекабпилса, pH реке има карактеристичну вредност од око 7,8 (благо алкална). У овој области концентрација јонског калцијума је око 43 милиграма по литру, нитрата око 0,82 милиграма по литру, јонског фосфата 0,038 милиграма по литру, а засићеност кисеоником је 80 %. Висок ниво нитрата и фосфата у Двини допринео је екстензивном нагомилавању биомасе фитопланктона у Балтичком мору; реке Одра и Висла такође доприносе високом оптерећењу Балтика нутријентима.
У Белорусији се загађење воде Двине сматра умерено тешким, при чему су главни извори пречишћене отпадне воде, узгој рибе и отицање пољопривредних хемикалија (као што су хербициди, пестициди, нитрати и фосфати).